# Rua Barão de Rio Branco, 10 e 26
O Edifício na Rua Barão de Rio Branco nº 10 e 26, em Santa Leopoldina, foi construído em 1890. É um bem cultural tombado pelo Conselho Estadual de Cultura do Espírito Santo, inscrição no Livro do Tombo Histórico sob o nº 32 a 68, folhas 4v a 7v. Também conhecida como Casa de Dona Norma.

## Importância
Segundo o livro "Arquitetura: Patrimônio Cultural do Espírito Santo", publicado pela Secretaria de Cultura do Espírito Santo em 2009, o edifício está situado entre o rio e a montanha, em uma pequena rua que realiza a transição para a zona da cidade com edificações mais estritamente residenciais. Essa rua (Barão de Rio Branco) está localizada na malha urbana a partir de um largo e de uma escadaria. Nesse interim, localiza-se a edificação de números 10 e 26, cujas amplas portas no alinhamento frontal do terreno dão acesso ao térreo. Já o acesso ao pavimento superior se dá por portas no afastamento lateral, que é bem estreito.
Sua descrição é: "No conjunto, sua arquitetura está traçada segundo cuidadosa proporção e linhas de clássica inspiração presentes no acabamento dos vãos de porta e de janela, respectivamente, no térreo, arco pleno e verga reta e, no pavimento superior, pequenos frontões de desenho triangular. Contudo, além de sua representatividade formal, o edifício se destaca pela qualidade de sua condição construtiva e material, percebida no estado de conservação de suas esquadrias, acabamentos, ornatos e cobertura. Essa se desenvolve em duas águas cobertas com tlha-francesa de barro e estruturadas a partir de cumeeira paralela à fachada, e beiral de perfil resultante da superposição de fiadas de tijolo cerâmico assentados diagonalmente em relação ao plano da parede, e de inusitado efeito". 

## Tombamento
O edifício foi objeto de um tombamento de patrimônio cultural pelo Conselho Estadual de Cultura, de número 05, em 30 de julho de 1983, Inscr. nº 32 a 68, folhas 4v a 7v. O processo de tombamento inclui quase quarenta imóveis históricos de Santa Leopoldina. No ato de tombamento, é listada como proprietária a Cúria Metropolitana de Vitória.
O tombamento desse edifício e outros bens culturais de Santa Leopoldina foi principalmente decorrente da resolução número 01 de 1983, em que foram aprovadas normas sobre o tombamento de bens de domínio privado, pertencentes a pessoas naturais ou jurídicas, inclusive ordens ou instituições religiosas, e de domínio público, pertencentes ao Estado e Municípios, no Espírito Santo. Nessa norma foi estabelecido que, entre outros pontos:
- "O tombamento de bens se inicia por deliberação do CEC “ex-offício”, ou por provocação do proprietário ou de qualquer pessoa, natural ou jurídica, e será precedido, obrigatoriamente, de processo", ponto 3;
- "Em se tratando de bem(s) pertencente(s) a particular(es), cujo tombamento tenha caráter compulsório, e aprovado o tombamento, o Presidente do CEC expedirá a notificação de que trata o artigo 5°. I do Decreto n° 636-N, de 28.02.75, ao interessado que terá o prazo de 15(quinze) dias, a contar do seu recebimento, para anuir ou impugnar o tombamento", ponto 12.[3]

As resoluções tiveram como motivador a preservação histórico-cultural de Santa Leopoldina contra a especulação imobiliária, que levou à destruição de bens culturais à época.